# Brandon Pollard
Brandon Pollard (9 de outubro de 1973) é um ex-futebolista profissional estadunidense que atuava como defensor.

## Carreira
Brandon Pollard representou a Seleção Estadunidense de Futebol nas Olimpíadas de 1996, quando atuou em casa.